# Саванети
Саванети (груз. სავანეთი, азерб. İmirhəsən) — село Болнисского муниципалитета, края Квемо-Картли республики Грузия с 99 %-ным азербайджанским населением. Находится в юго-восточной части Грузии, на территории исторической области Борчалы.

## История
По одной из версий топоним села связан с именем огузского племени Тимур Имир или же с именем ногайского племени Имир, входившего в состав тюркского племени кыпчаков.

### Изменение топонима
В 1990 - 1991 годах, в результате изменения руководством Грузии исторических топонимов населённых пунктов этнических меньшинств в регионе, название села Имиргасан («азерб. İmirhəsən») было изменено на его нынешнее название - Саванети.

## География
Село расположено на правом берегу реки Машавера, в 13 км от районного центра Болниси, около железной дороги Тбилиси - Казрети, на высоте 470 метров от уровня моря.
Граничит с городом Болниси, селами Чапала, Мухрана, Хидискури, Рачисубани, Самтредо, Ванати, Хатиссопели, Талавери, Мамхути, Квемо-Аркевани, Хатавети, Земо-Аркевани, Нахидури, Цуртави и Паризи Болнисского Муниципалитета.

## Население
По данным Государственного статистического комитета Грузии, согласно официальной переписи 2002 года, численность населения села Саванети составляет 1717 человек и на 99 % состоит из азербайджанцев.

## Экономика
Население в основном занимается овцеводством, скотоводством и сельским хозяйством.

## Достопримечательности
- Средняя школа - построена 1921 году.[5][9]

## Известные уроженцы
- Махмуд Аллахвердиев - профессор;[5]
- Исфандияр Исмайлов - профессор;[5]
- Насими Анвар - писатель, автор книги «Родное место в Борчалы - Имиргасан»;[5]
- Сади Марданов - ашуг.[5]

## Интересные факты
18 августа 2011 года, спикер парламента Грузии Давид Баркадзе, в рамках визита в Болнисский район, встретился с жителями села Саванети и выслушал их проблемы.